# Domesday Project

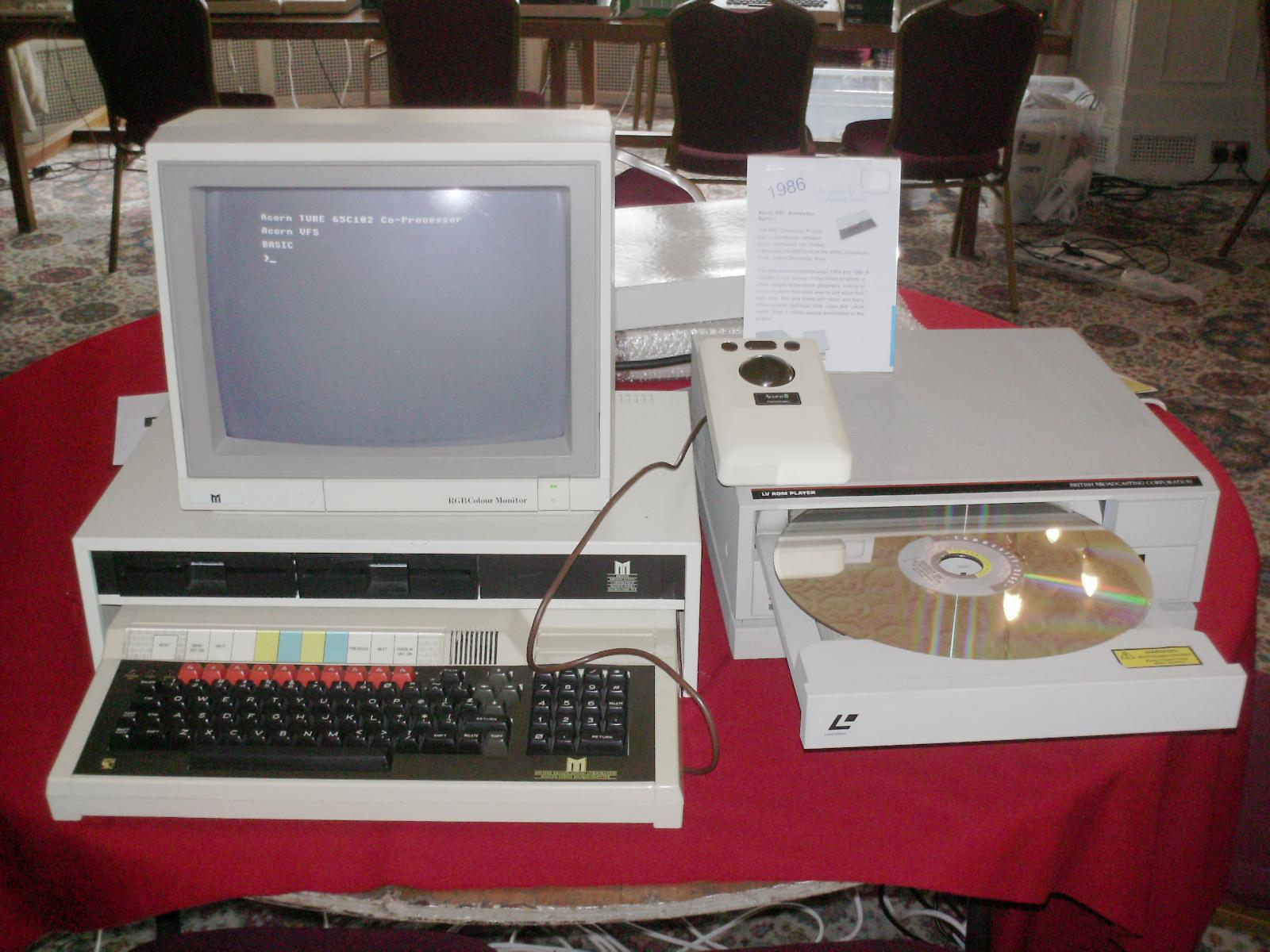
Een BBC Master met LV-ROMspeler en trackball, de benodigde hardware in 1986

Het Domesday Project is een Brits multimediaproject uit de jaren tachtig van de vorige eeuw, waarbij getracht werd een overzicht te maken van het dagelijks leven op lokaal niveau in het gehele Verenigd Koninkrijk. Het Domesday Project kwam tot stand op initiatief van de BBC en vele Britse burgers, meest scholieren, werden ingeschakeld bij het "documenteren" van de lokale situatie.

Het project zag het daglicht in 1986 en werd gepresenteerd als herdenkingsproject ter gelegenheid van het 900-jarig bestaan van het uit 1086 stammende Domesday Book.

## Achtergrond
Begin jaren 80 wilde de BBC het grote publiek informeren over de ontwikkelingen op het terrein van computers en wat er met deze apparaten allemaal mogelijk was. Vervolgens wilde zij een programmaserie, bekend als The Computer Programme vergezeld doen gaan van een echte, commercieel verkrijgbare microcomputer. Samen met Acorn Computers werd toen de BBC Micro ontwikkeld, die vanaf december 1981 te koop was. Mede dankzij overheidssubsidies werd deze computer aangeschaft door de meeste scholen in het Verenigd Koninkrijk. Halverwege de jaren 80 was een sterke groei van het aantal computers op Britse scholen waarneembaar.

## Opzet
De BBC organiseerde het Domesday Project in samenwerking met Acorn, Philips en Logica. Tussen 1984 en 1986 werden meer dan een miljoen Britse burgers, meest leerlingen van zo'n 9.000 scholen, ingeschakeld bij het verzamelen van geografische en historische gegevens en beschrijvingen van het dagelijks leven in dorpen en steden.  Daar werden foto's, landkaarten, en video-opnames aan toegevoegd, alsmede ander, professioneel ontwikkeld materiaal, zoals statistische gegevens uit de volkstelling van 1981.  Hiertoe werd het land opgedeeld in blokken van 3 bij 4 kilometer, op basis van de indeling door de Ordnance Survey, het Britse kadaster. Voor elk blok was (op de eerste laserdisk) ruimte voor 3 foto's en een paar korte stukjes tekst over de gemeenschap ter plaatse. De tweede disk was bestemd voor onder andere nationale statistische gegevens, landkaarten, videomateriaal en een soort virtual reality-rondwandelingen langs belangrijke plaatsen. Op deze manier ontstond een soort digitale tijdcapsule over de Britten en hun dagelijks leven in de jaren 80. Met de bestuurlijke beschrijving van bezittingen en inwoners in het Domesday Book van 1086 is het project niet te vergelijken.

## Hardware
De editie van 1986 werd uitgebracht op twee LV-ROM (LaserVision Read-Only Memory) laserdisks, met een totale capaciteit van 1,2 GB, die door Philips in Eindhoven werden ontwikkeld en geproduceerd. Naast een speciaal voor het project gebouwde laserdiskspeler was voor het gebruik van de gegevens een BBC Master microcomputer met beeldscherm nodig.

## Gegevensbehoud
Het Domesday Project is een schoolvoorbeeld van het begrip digital dark age, de veronderstelling dat in de toekomst historische gegevens ontoegankelijk worden, doordat hardware en/of software niet meer beschikbaar zijn, of niet meer worden ondersteund. Waar het originele manuscript uit 1086 anno 2016 nog goed leesbaar is, dreigde de digitale variant al rond de millenniumwisseling onbruikbaar te worden, omdat de benodigde hardware niet meer voorhanden was. IT-wetenschappers wisten het project te behouden, in samenwerking met het Britse National Archives in Londen, waar het 'Domesday Book' uit 1086 ook bewaard wordt.

## Domesday Reloaded
In 2011 kwam de BBC met het initiatief om de gegevens op de eerste (lokale) disk middels een website toegankelijk te maken. In mei van dat jaar werd de site gelanceerd, onder de naam Domesday Reloaded.